# Lișciînka, Kaharlîk
Lișciînka (în ucraineană Ліщинка) este localitatea de reședință a comunei Lișciînka din raionul Kaharlîk, regiunea Kiev, Ucraina.

## Demografie
Componența lingvistică a localității Lișciînka
     Ucraineană (96,3%)
     Rusă (3,4%)
     Alte limbi (0,31%)
Conform recensământului din 2001, majoritatea populației localității Lișciînka era vorbitoare de ucraineană (96,3%), existând în minoritate și vorbitori de rusă (3,4%).